# Congress Alliance
Die Congress Alliance (deutsch etwa Kongress-Bündnis) war eine politische Koalition von Gegnern der Apartheid, die sich das Ziel gesetzt hatte eine Freiheitscharta für Südafrika zu verabschieden. Diese Charta sollte am 25. bis 26. Juni 1955 auf dem Congress of the People diskutiert und abgestimmt werden.

## Vorgeschichte
Bereits am 26. Juni 1950 war dieser Tag als Freedom Day (Tag der Freiheit) in Südafrika erklärt worden. Im Jahr 1954 war erkennbar, dass sich eine Bewegung gegen die Apartheid-Politik herausbildete, daraufhin initiierte der African National Congress (ANC) den Congress of the People in Kliptown im Jahr 1955. Für die weitere politische Entwicklung wurde vom ANC darüber hinaus für bedeutsam gehalten, dass sich mittlerweile eine große gewerkschaftliche Organisation gebildet hatte, die South African Congress of Trade Unions, und diese sich an dem Bündnis beteiligen könnte.
Den Vorschlag für eine Freiheitscharta und die Abstimmung auf einem vorzubereitenden Congress of the People hatte Z.K. Matthews unterbreitet. In Vorbereitung der Charta hatte der Congress Alliance die gesamte Bevölkerung Südafrikas aufgefordert, sich an der zu verabschiedenden Charta zu beteiligen. Am 23. Juni 1955 hatte eine kleine Gruppe von Redakteuren der Congress Alliance die eingegangenen Forderungen und Vorschläge zusammengefasst und in das Grundsatzdokument eingearbeitet. Im Verlauf der danach stattfindenden zweitägigen Zusammenkunft, auf der etwa 3000 Personen anwesend waren, wurden alle Punkte besprochen, abgestimmt und die Freiheitscharta verabschiedet.

## Beteiligte Organisationen
Auf Initiative des National Action Council vom ANC (schwarzafrikanische Bevölkerungsmehrheit), South African Indian Congress (Vertreter der südafrikanischen Einwohner indischer beziehungsweise asiatischer Abstammung), South African Congress of Trade Unions, vom Coloured People’s Congress (Vertreter der Mischlinge), von der South African Congress of Democrats (fortschrittliche Weiße) trafen sich Delegierte dieser unterschiedlichen Völkergruppen am 23. Juni 1955 in Tongaat, um den anschließend geplanten Congress of the People vorzubereiten. Der South African Congress of Trade Unions stieß erst später zur Congress Alliance hinzu. Das Zusammenkommen dieser Organisationen wurde Congress Alliance genannt und diente zur Koordination und befasste sich mit der Freiheitscharta. Die schriftlichen Unterlagen lagen dreisprachig in Englisch, Sotho und Xhosa vor.

## Nachwirken
Etwa 3000 Menschen nahmen am Congress of the People teil und verabschiedeten die Freiheitscharta am 26. Juni 1955, die Forderungen nach Demokratie, Gleichberechtigung sowie Menschenrechte enthielt. Das Apartheid-Regime reagierte im Dezember 1956 auf diese Entwicklung und verhaftete 156 Mitglieder der Congress Alliance, hielt ihnen Landesverrat vor und sie blieben jahrelang in Haft. Alle mussten freigesprochen werden. Die Freiheitscharta ist bis heute wichtiges Instrument der Anti-Apartheid-Bewegung und gehört bis in die Gegenwart zu den politischen Grundlagendokumenten des ANC.